# Tecticornia bibenda
Tecticornia bibenda  (лат.) — вид двудольных растений рода Tecticornia семейства Амарантовые (Amaranthaceae). Впервые описан в 2007 году.
По данным «The Plant List», Tecticornia bibenda имеет неразрешённый статус («unresolved»), то есть таксон не сводится в синонимы признанных видов, но и не считается принятым видом.
Внешне необычное растение в 2008 году вошло в список десяти самых замечательных видов по версии Международного института по исследованию видов (США).

## Распространение и среда обитания
Эндемик западной Австралии. Типовой экземпляр собран у озера Яннери в Малой Песчаной пустыне.
Произрастает на соляных песчаных и глинистых местах вблизи пересохших и солёных озёр.

## Ботаническое описание
Прямостоячий или стелющийся кустарник высотой 0,5—1,2 м.
Цветёт с августа по октябрь.